# Hundtjärnen (Sorsele socken, Lappland)
Hundtjärnen är en sjö i Sorsele kommun i Lappland och ingår i Umeälvens huvudavrinningsområde. Sjön har en area på 0,31 kvadratkilometer och ligger 1 194,1 meter över havet. Hundtjärnen ligger i Vindelfjällen Natura 2000-område.

## Delavrinningsområde
Hundtjärnen ingår i det delavrinningsområde (732566-150753) som SMHI kallar för Utloppet av Hundtjärnen. Medelhöjden är 1 211 meter över havet och ytan är 1,26 kvadratkilometer. Det finns inga avrinningsområden uppströms utan avrinningsområdet är högsta punkten. Vattendraget som avvattnar avrinningsområdet har biflödesordning 5, vilket innebär att vattnet flödar genom totalt 5 vattendrag innan det når havet efter 427 kilometer. Avrinningsområdet består mestadels av kalfjäll (76 procent). Avrinningsområdet har 0,31 kvadratkilometer vattenytor vilket ger det en sjöprocent på 24,5 procent.